# Loris Ohannes Chobanian
Loris Ohannes Chobanian (Mosoel (Irak), 17 april 1933) is een Armeens-Amerikaans componist, muziekpedagoog, dirigent, gitarist en luitist. Hij is een genaturaliseerd Amerikaan en professor voor compositie en gitaar alsook huiscomponist aan het Baldwin-Wallace College Conservatorium in Berea (Ohio).

## Levensloop
Chobanian heeft zich al in zijn jonge jaren in muziek verdiept. Zijn vader Ohannes Chobanian, van beroep olie-ingenieur, maar een gemotiveerd amateurmusicus speelde piano, dwarsfluit en viool. Omdat zijn vader lid van diverse kwartetten was, hoorde Loris Ohannes werken van bijvoorbeeld Joseph Haydn, Wolfgang Amadeus Mozart en Franz Schubert. In 1938 heeft zijn vader voor hem een "een-acteurs operette" geschreven O Loris waarin Loris de hoofdrol zong bij de uitvoering in Kirkoek, zijn vader dirigeerde het orkest.
Chobanian kreeg lessen op het Bagdad College, een school die geleid werd door Amerikaanse Jezuïeten. Hij was ook lid van de Komitas koor, die vooral Armeense volksliederen uitvoerden. Hij studeerde klassieke gitaar bij Jacques Tsjakerian in Parijs. Hij speelde klassiek gitaar en verzorgde optredens op de Iraakse televisie vanaf 1955. In 1960 vertrok hij naar de Verenigde Staten en speelde in televisieprogramma's in Louisiana en Michigan. Hij studeerde van 1960 tot 1966 onder andere compositie bij Kenneth Klaus en orkestdirectie bij Peter Paul Fuchs aan de Staatsuniversiteit van Louisiana in Baton Rouge en behaalde aldaar zijn Bachelor of Music en zijn Master of Music. Vervolgens studeerde hij eveneens compositie bij H. Owen Reed aan de Michigan State University te East Lansing en promoveerde tot Ph.D. (Philosophiæ Doctor).
Chobanian werd docent aan het Oberlin Conservatory of Music in Oberlin (Ohio) en aan de School of Music van de Universiteit van Akron in Akron (Ohio). Later werd hij professor aan het Baldwin-Wallace College Conservatorium in Berea (Ohio). Tegenwoordig is hij aan dit instituut verbonden als professor voor compositie en gitaar en huiscomponist.
In 1973 werd hij voorzitter van de gitaardivisie van de American String Teachers’ Association (ASTA).
Chobanian staat verder bekend als dirigent. Hij dirigeert vooral zijn eigen composities, meestal als gastdirigent van universiteitsorkesten.
Als componist kreeg hij studiebeurzen van het "Ohio Arts Council" en het "Cleveland Arts Council". Hij won verschillende prijzen zoals American Society of Composers, Authors and Publishers "(ASCAP)-Awards" en de "Award for Excellence" van de Loyola Universiteit New Orleans in New Orleans alsook de Cleveland Arts Prize in 1981. Hij schrijft werken voor orkest, harmonieorkest, balletten, kamermuziek, koormuziek en solowerken. In plaats van bestaande Armeense melodieën creëerde hij thema's waarin motieven van verschillende Armeense volksliederen gebruikt worden.

## Composities

### Werken voor orkest

#### Symfonieën
- 1965 Nahadagatz- April 24th - Symfonie in een beweging, voor orkest (gecomponeerd ter herinnering aan de Armeense Genocide in 1915)

#### Concerten voor instrumenten en orkest
- 1968 Concert, voor gitaar en orkest
- 1984 Animal Crackers, voor piano en strijkorkest
- 1988 Ctesiphon, voor slagwerk en orkest
- 1989 Sinfonietta, voor cello en kamerorkest
- 1999 Concert, voor cello en orkest
- 2001 Concierto del Fuego (Concerto of Fire), voor gitaar en orkest
- 2005 Concert, voor elektrische gitaar en orkest
- 2005 Miniatures, voor cello en orkest
- 2006 Rhapsody, voor altsaxofoon en strijkorkest
- 2008 Tango Fantasy, voor gitaar en orkest
- 2010 Concert, voor piano tuner en orkest

#### Andere werken voor orkest
- 1964 Symphonic Dances, voor orkest
- 1964 Ufer, voor orkest
- 1968 Dialogue II, voor kamerorkest
- 1968 Three Movements, voor orkest
- 1976 Soliloquy- Testament of a Madman, voor bariton en orkest
- 1977 Armenian Dances (orkest versie), voor orkest
- 1985 Four Legends, voor strijkorkest
- 1985 The Sacred Tree, voor orkest
- 1991 Ode to Parnassus, voor orkest
- 1993 Resurrection, voor orkest
- 1994 KOMITAS-The Tortured Soul, voor strijkorkest (gebaseerd op Armeense folklore van Komitas Vardapet (1869-1935))
- 1998 The Enchanted Forest, voor spreker en orkest
- 2001 Poem, voor orkest
- 2005 Divertimento, voor veertig cellisten

### Werken voor harmonieorkest
- 1972 The Id, voor harmonieorkest
- 1973 Fugue-Homage to a Master (In the contrapuntal style of Johann Sebastian Bach), voor harmonieorkest
- 1974 Capriccio, voor piano en harmonieorkest
- 1975 Armenian Dances, voor harmonieorkest
- 1977 Mesopotamian Festival, voor harmonieorkest
- 1978 Music for Brass and Timpani
- 1982 Voyages - Concert, voor trombone en harmonieorkest
- 1984 Dedication Overture, voor harmonieorkest
- 1990 Songs of Ararat, voor harmonieorkest
- 1996 Forum of the Gods, voor harmonieorkest (gecomponeerd voor de 200-jaar viering van de stad Cleveland (Ohio))
- 1997 Valley of the Sun, voor harmonieorkest
- 1999 Gates of the Millennium, voor harmonieorkest
- 2003 COLORS – Concert, voor meerdere slagwerkers en harmonieorkest
- 2004 Concertino, voor piano en harmonieorkest
- 2007 Armenian Rhapsody, voor gitaar en harmonieorkest
- 2008 Armenian Rhapsody, voor cello en harmonieorkest
- 2009 Capriccio, voor viool en harmonieorkest
- 2010 “AVARAYR” – Fires of Zarathustra, voor harmonieorkest

### Missen en gewijde muziek
- 2007 Requiem - April 24th, voor gemengd koor, orgel en kamerorkest (gecomponeerd ter herinnering aan de Armeense Genocide) - première: 1 december 2007

### Muziektheater

#### Balletten
| Voltooid in | titel                        | aktes | première                                  | libretto | choreografie |
| ----------- | ---------------------------- | ----- | ----------------------------------------- | -------- | ------------ |
| 1977        | The Gift- A Christmas Ballet |       | 1977, Cleveland, Cleveland Ballet Company |          |              |

### Werken voor koren
- 1961 Blanca Cuna, voor gemengd koor en gitaar
- 1983 Tower of Babel, voor gemengd koor, 4 houtblazers, 4 slagwerkers en piano
- 1988 In an Ancient Cathedral, voor gemengd koor en slagwerk
- 1992 Kaddish for a Young Artist, voor gemengd koor

### Vocale muziek
- 2002 Four Chronicles – From the Diary of a Composer, voor sopraan en piano

### Kamermuziek
- 1960 Armenian Rhapsody, voor viool en piano
- 1961 Trio, voor houtblazers
- 1962 Strijkkwartet
- 1963 Intersecting Circles, voor altsaxofoon en slagwerkensemble
- 1966 Blaaskwintet
- 1967 Dialogue I, voor 12 blaasinstrumenten
- 1969 Sumer & Akkad, voor kamerensemble, slagwerk en dans
- 1978 Lieutenant Kosmusov's Dream, voor viool, cello en piano
- 1981 Sonnets, voor dwarsfluit en gitaar
- 1982 Characters You are Likely to Meet, voor cello solo
- 1987 Jubilate, voor koperkwintet
- 1989 Timeless Visions, voor dwarsfluit, cello en harp
- 1991 Images-A Picturesque Suite, voor dwarsfluit en gitaar
- 1992 The Enchanted Forest, voor fluitensemble
- 1996 The Snake Charmers, voor 2 hobo's, 2 klarinetten en slagwerk
- 1996 Miniatures, voor cello en piano
- 2003 Three Kandinsky Abstracts, voor solo cello
- 2006 Texturas, voor pianotrio
  1. The Gypsy Cave
  2. A Solemn Procession
  3. Dance of the Insects
  4. A Love Story
  5. The Chase
- 2009 Nocturne and Vivo, voor cello en gitaar
- 2009 Nocturne and Vivo, voor dwarsfluit en gitaar

### Werken voor orgel
- 1994 Fantasia for Organ Duo "Bach-Riemenschneider"

### Werken voor piano
- 1962 Variations
- 1963 Etude in the form of a Toccata
- 1975 Canzona
- 1976 Two Pieces for a Young Pianist
- 1980 Animal Crackers
- 1992 The Enchanted Forest
- 2008 Dialogue – Sonate, voor twee piano's
  1. Caprice
  2. Toccata
  3. Adagio
  4. Rondo
- 2008 Music for Lauren
  1. Childhood Memories
  2. Um Al Abaya
  3. Safafeer
  4. Grandpa Dances
  5. Lagoad
  6. Polonaise
  7. Novelette
  8. A Pledge Resolved
  9. Valse Dramatique
  10. The Mad Scientist

### Werken voor slagwerk
- 1995 Dream Sequence, voor 2 vibrafoons en 2 marimba

### Werken voor gitaar
- 1977 Sonics, voor vier gitaren
- 1979 Five Pieces
- 1980 Les trois amis, fantasie voor drie gitaren
- 1983 Songs of Ararat, voor drie gitaren
- 1985 Dowland in Armenia, voor gitaar
- 1986 Maharaja's Fancy, voor drie gitaren
- 1987 Chaconne Chromatique, voor twee gitaren
- 1989 Souvenir- Homenaje a Andrés Segovia, voor twee gitaren
- 1992 Taqseem - Moorish Mosaics, voor gitaar
- 1995 Dream Sequence, voor vier gitaren
- 1996 Sonate, voor gitaar

### Werken voorluit
- 1984 Dowland in Armenia